# Gross Düssi
Gross Düssi är en bergstopp i Schweiz.   Den ligger i kantonen Uri, i den centrala delen av landet, 110 km öster om huvudstaden Bern. Toppen på Gross Düssi är 3 256 meter över havet, eller 625 meter över den omgivande terrängen. Bredden vid basen är 8,0 km.
Terrängen runt Gross Düssi är huvudsakligen mycket bergig. Närmaste större samhälle är Erstfeld, 13,8 km väster om Gross Düssi. 
Trakten runt Gross Düssi består i huvudsak av gräsmarker. Runt Gross Düssi är det ganska glesbefolkat, med 22 invånare per kvadratkilometer.